# アンナ・マックスウェル・マーティン
アンナ・マックスウェル・マーティン（Anna Maxwell Martin, 1977年5月27日 - ）は、イギリスの女優。

## 概略
チャールズ・ディケンズ原作のテレビドラマ「荒涼館」（2005）で主役のエスタ・サマソンを演じて高い評価を受け、2017年から放送の続くシットコム「マザーランド」で主演している。
アンナ・シャーロット・マーティンとしてヨークシャー州ビヴァリーに生まれる。リヴァプール大学で歴史学を専攻する。大学卒業後、ロンドン音楽舞踊学校に学び、同じ名前の生徒と区別するため祖父の名前からとってマックスウェルをミドルネームとする。
はじめナショナル・シアターでフィリップ・プルマンの「彼の暗い物質」の舞台に立ち、それからBBC制作のエリザベス・ギャスケル原作「北と南」（2004）でベシー・ヒギンズを演じ、2005年の「荒涼館」でエスター・サマソンを演じて、BAFTA テレビ賞を受賞した。
2019年には「グッド・オーメンズ」でベルゼブブの役を演じた。

## 出演した映画・ドラマ
- 2002 	バーナビー警部	第23話　デヴィントン学院の闇
- 2004 	Jの悲劇 　ペニー　　映画
- 北と南　ベシー・ヒギンズ　 	TV mini-series
- 2005 	ドクター・フー	スキ・マクレエ・キャントレル　第7話
- 荒涼館　エスター・サマソン
- 2007 	I Really Hate My Job（オリヴァー・パーカー監督）　映画
- ジェイン・オースティン 秘められた恋　カサンドラ・オースティン　映画
- 2008 	White Girl 	Debbie 	TV film
- Poppy Shakespeare 	N 	BAFTA TV Award for Best Actress
- 2009 	Free Agents 	Sophie 	TV series (3 episodes)
- Freefall 	Mandy Potter 	TV film
- Moonshot 	Janet Armstrong 	TV film
- 2010 	On Expenses 	Heather Brooke 	TV film
- 2011 	South Riding 	Sarah Burton 	Nominated ? BAFTA TV Award for Best Actress
- The Night Watch 	Kay Langrish 	TV film
- 2012 	Accused 	Tina Dhakin 	TV series (1 episode: "Tina's Story")
- 2012 - 2014 	The Bletchley Circle 	Susan Gray 	TV series (5 episodes)
- 2013 	Death Comes to Pemberley 	Elizabeth Darcy 	TV mini-series
- Alan Partridge: Alpha Papa 	ACC Janet Whitehead 	映画
- あなたを抱きしめる日まで　　ジェイン　映画
- 2014 	The Lost Honour of Christopher Jefferies 	Janine 	TV 2-part mini-series
- 2015 	そして誰もいなくなった (2015年のテレビドラマ)　　エセル・ロジャース
- Midwinter of the Spirit 	Reverend Merrily Watkins 	TV 3 part mini-series
- フランケンシュタイン・クロニクル　メアリー・シェリー	TV series (4 episodes)
- 2016 	Reg 	Sally Keys 	TV film[13]
- Chubby Funny 	Sally 	Film
- Motherland 	Julia 	TV pilot
- 2018 	Urban Myths 	Agatha Christie 	TV series (1 episode: "Agatha Christie")
- 2019 	グッド・オーメンズ　　ベルゼバブ 	TV series
- Ilkley 	DCI Brough 	Main role
- 2019 - 2021 　ライン・オブ・デューティ 汚職特捜班	パトリシア・カーマイケル	TV series
- 2019 	どん底作家の人生に幸あれ!（デイヴィッド・コパフィールド） ストロング夫人 	映画
- 2020 - 現在 　Code 404 	Kelly Major 	TV series
- 2020 	ゴヤの名画と優しい泥棒 	グロウリング夫人